# Hildegard Ochse
Hildegard Ochse (* 7. Dezember 1935 in Bad Salzuflen; † 28. Juni 1997 in Berlin) war eine deutsche Fotografin.

## Leben
Hildegard Elisabeth Maria Helene Ochse geb. Römer, wurde 1935 in Bad Salzuflen als Tochter von Maria Römer-Krusemeyer und des Lehrers Peter Arthur Römer geboren. Nach dem Zweiten Weltkrieg reiste sie 1952 mit Hilfe eines Stipendiums auf der SS United States in die USA nach Rochester im US-Bundesstaat New York. 1953 kehrte sie im Juni auf der Andrea Doria nach Deutschland zurück.
1955 bestand sie im Frühjahr das Abitur am neusprachlichen Mädchengymnasium in Bad Salzuflen. Anschließend studierte sie Romanistik Französisch, Italienisch, Deutsch und Kunstgeschichte bei Kurt Bauch an der Universität Freiburg. Im März 1958 heiratete sie den Romanisten Horst Ochse (1927–2014).
Im Mai 1973 zog die Familie nach Berlin. Ab 1975 begann sie autodidaktisch als Fotografin zu arbeiten, später auch unter der Anleitung des Fotografen Michael Schmidt und Ulrich Görlich an der „Werkstatt für Photographie“ in Berlin-Kreuzberg (Friedrichstraße 230/Ecke Kochstraße). Dort nahm sie am Unterricht von Ulrich Görlich und bis 1981 an verschiedenen Workshops amerikanischer Fotografen wie Lewis Baltz, John Gossage, Ralph Gibson und Larry Fink sowie dem deutschen Fotografen André Gelpke teil. Bereits 1978 nahm Hildegard Ochse eine Lehrtätigkeit als Fotografin in der Landesbildstelle sowie an der Pädagogischen Hochschule Berlin auf. Ab 1981 war sie freiberuflich als Fotografin in Berlin tätig.
Nach ihrer Etablierung als freiberufliche Fotografin fotografierte Hildegard Ochse 1983 auf den in West-Berlin liegenden S-Bahnstrecken Lichterfelde/Lichtenrade – Frohnau/Heiligensee und Wannsee – Friedrichstraße mit zuletzt 160 Motiven. In der von ihr 1987 auf 72 Motive reduzierten Version ging es ihr um den unterschiedlichen Grad der Wahrnehmungsfähigkeit optischer Eindrücke. Synkopenartig werden Akzente gesetzt und Wiederholungen vorgenommen. „Die Widersprüche in der Sehweise entsprechen“, wie Hildegard Ochse es empfand, „den Widersprüchen dieser Stadt und dem Gefühl von ‚Hass – Liebe’, das ich für sie empfinde.“
Daran schloss ihre Arbeit zum Thema Zoologische Gärten an, zu der sie ein Essay von John Berger sowie weitere Zoobetrachtungen von Theodor W. Adorno inspiriert hatten. Ihre in Berlin, Frankfurt am Main, München, Mailand sowie anderen europäischen Orten fotografierten Zoobilder thematisieren das widernatürliche Eingesperrtsein der exotischen Tiere. In Anlehnung an die beiden Autoren sah sie darin eine Form moderner kolonialer Macht. Ihrem Freiheitsdenken widersprechend folgte aus jeder Form der Isolation oder Gefangenschaft zwingend Abstumpfung und Lethargie – letztlich Gleichgültigkeit.
Als eine spezifisch Berlinische Arbeit folgte 1987 eine durch die Künstlerförderung des Landesamtes für Zentrale Soziale Aufgaben ermöglichte Serie, in der sie die Bediensteten der Stadt porträtierte. Laut Statistischem Jahrbuch von 1985 brachte es das damals zwei Millionen Einwohner zählende West-Berlin auf ca. 65.000 Beamte und ca. 86.000 Angestellte. Hildegard Ochse ging der Frage nach, wie der deutsche Beamte aussieht und wie er sich selbst sieht, wobei sie sich die Politikerbildnisse von Erich Salomon sowie die Porträts von August Sander, aber auch die kurz zuvor publizierten Arbeitsbilder von Lee Friedlander zum Vorbild nahm. Wie es um die sprichwörtliche Zuverlässigkeit, Ordnung und Sauberkeit des deutschen Beamten bestellt war, blieb zwar offen, nicht jedoch der ihren Fotografien eingeschriebene Zeitgeist.
Wie hier der Mensch buchstäblich für sie im Vordergrund stand, beschäftigte sie an der von ihr nachfolgend fotografierten Serie in der Königlichen Porzellan-Manufaktur (KPM) in der Wegelystraße vor allem der für die Porzellanproduktion fundamentale Aspekt der Handarbeiten. Sie rückte deshalb die individuellen Gesichter der Frauen und Männer in Verbindung mit den von ihnen praktizierten manuellen Geschicklichkeiten ins Zentrum. Obwohl Hildegard Ochse das so nicht beabsichtigte, reiht sich diese Serie in den Kanon von fotografischen Arbeiten ein, die aussterbende handwerkliche Berufe festgehalten haben.

Grab auf dem Friedhof Heerstraße, neue Grablage (2020)

1995 wurde bei ihr Leukämie diagnostiziert. Dennoch begann sie mit dem Studium der Judaistik und des Hebräischen.
Hildegard Ochse starb am 28. Juni 1997 im Alter von 61 Jahren in Berlin. Die Beisetzung erfolgte auf dem landeseigenen Friedhof Heerstraße im heutigen Ortsteil Berlin-Westend. Im Frühjahr 2019 wurde sie auf selbigem Friedhof umgebettet (neue Grablage: II-W8-31).
Der künstlerische Nachlass von Hildegard Ochse wird von ihrem Sohn Benjamin Ochse betreut.

## Werk
Ihre Arbeiten wurden in zahlreichen Ausstellungen gezeigt, darunter in Berlin, Mailand, New Plymouth und Wien. Teile ihrer Bilder befinden sich heute in der Sammlung der Berlinischen Galerie, in der Kunstsammlung des Deutschen Bundestages, in der Universität Parma im Centro studi e archivio della comunicazione sowie in privaten Sammlungen.
- 1979: Natur in der Stadt, Großstadtvegetation
- 1979: Venedig
- 1980: No Future – Café Mitropa
- 1980: Landschaften – Dänemark am Strand
- 1980–83: Straßenfotografie, Winter in Berlin
- 1981: Großstadtkirchen
- 1982: Bosa
- 1983: Topographische Sequenzen der Stadt und ihre wechselnden Landschaften
- 1983: Gastland Bundesrepublik Deutschland
- 1983: Haus Marck – 7 Tage – 77 Fotografien
- 1983: Bomarzo
- 1984: Das Dorf
- 1985: Menschenbilder das fotografische Portrait
- 1986–87: Der Eid auf die Verfassung
- 1987: KPM – Königlich Preußische Porzellanmanufaktur
- 1989: Jerusalem – Die Ewige Stadt
- 1989: In Memoriam !
- 1989–90: Die Mauer – Metamorphose
- 1990: Wanderung durch Mark-Brandenburg
- 1990: Die Kinder aus Berlin-Marzahn
- 1991: Normandie

## Ausstellungen

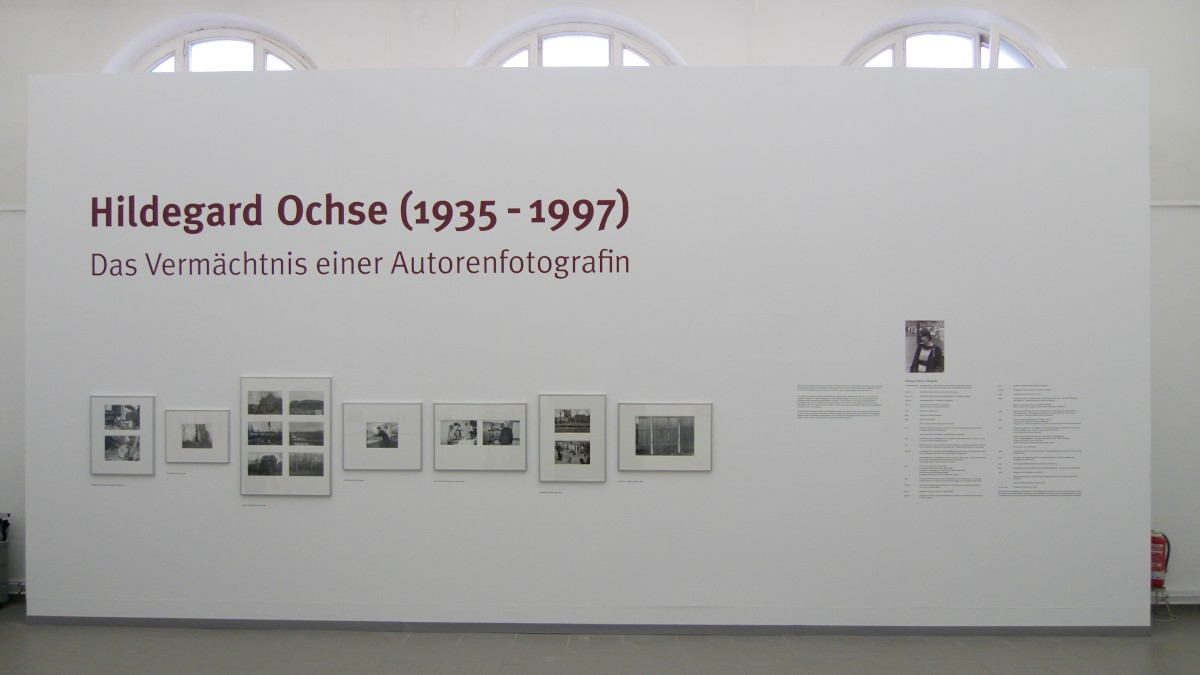
Ausstellung Hildegard Ochse im Haus am Kleistpark

- 1978: Galerie Franz Mehring, Gruppenausstellung, Berlin
- 1979: Galerie Mutter Fourage, Berlin
- 1983: Galerie Fioretta d’arte, Spiegelungen, Gruppenausstellung, Padua, Italien
- 1983: Galerie II Diaframma-Canon, Aspetti di Berlino, Gruppenausstellung, Mailand, Italien
- 1984: HdK Berlin, Bilder einer Ausstellung, Einzelausstellung, Foyer des Theatersaals, Berlin
- 1985: Galleria fotografica comunale, Centro Culturale Pubblico Polivalente, Ronchi dei Legionari bei Triest, Italien
- 1987: Martin-Gropius-Bau, Berlin Stadtfotografie, S-Bahn Sequenzen, Festspielgalerie 750 Jahre Berlin, Gruppenausstellung, Berlin
- 1991: Galerie „Inselstraße 13“, Metamorphose, Gruppenausstellung, Berlin
- 1992: Heimatmuseum Wedding, Frauenzimmer – Frauenräume, Gruppenausstellung, Berlin

- 2004: Taranaki Art Gallery, Metamorphose, Einzelausstellung, New Plymouth, Neuseeland
- 2009: Haus der Brandenburgisch-Preußischen Geschichte, Dokumentation über Brandenburg, Potsdam
- 2009: Europäische Kommission Vertretung in Deutschland, Mauerfall 1989, Gruppenausstellung, Berlin
- 2009: Galerie im Kulturhaus Karlshorst, 20 Jahre Fall der Mauer, Gruppenausstellung, Berlin
- 2010: Cafe Club International, Ulysses im Zeitalter von facebook und twitter, Gruppenausstellung, Wien
- 2012: Haus am Kleistpark, Hildegard Ochse (1935–1997) – Das Vermächtnis einer Autorenfotografin, Einzelausstellung, Berlin[4]
- 2013: Landtag Brandenburg, Wendezeit 1989–1991, Einzelausstellung, Potsdam[5]
- 2014: 18m Salon, BÜROZEIT u. a. Ansichten einer Autorenfotografin, Einzelausstellung, Berlin
- 2015: Kommunale Galerie Berlin, Zwischen eigener Sicht und authentischer Realität, Einzelausstellung, Berlin[6]
- 2016: C/O Berlin, Kreuzberg – Amerika[7] : Werkstatt für Photographie 1976–1986, Gruppenausstellung, Berlin
- 2017: Photoplatz c/o Rissmann, First and Last | Anfang und Ende, Einzelausstellung, Berlin[8]
- 2018: Galerie Schwalenberg / Lippisches Landesmuseum, Starke Frauen in der Kunst – Künstlerinnen im Aufbruch zur Moderne, Gruppenausstellung, Schwalenberg[9]
- 2018: Galerie des Heidelberger Forum für Kunst, Begegnung mit der Wirklichkeit, Gruppenausstellung, Heidelberg[10]
- 2018: Reinbeckhallen, Geld – Wahn – Sinn, Gruppenausstellung, Berlin[11]
- 2019: Mauer-Mahnmal Deutscher Bundestag, Was geht – was bleibt, Gruppenausstellung, Berlin[12]
- 2020: Kunstmuseum Dieselkraftwerk Cottbus: 1990. Fotografische Positionen aus einem Jahr, über ein Jahr, Gruppenausstellung, Cottbus[13]
- 2020: Galerie im Tempelhof Museum: Wild & Ochse – Zoologische Ansichten, Gruppenausstellung, Berlin[14]
- 2020: Galerie Beate Brinkmann: Filicudi - Seestücke und Felsen, EMOP 2020, Einzelausstellung, Berlin[15]
- 2025: Landtag Brandenburg: ZeitSprung – 35 Jahre nach der Wiedervereinigung, Gruppenausstellung, Potsdam[16]